# Listă de piese de teatru românești
Aceasta este o listă de piese de teatru românești în ordine alfabetică:

## 0-9
- ...escu (1933), de Tudor Mușatescu
- 1 din 36 (1974) de Felix Aderca[1]

## A
- Apocalipsa vine de pe Facebook de Laurențiu Budău[2]
- A doua conștiință de Barbu Ștefănescu Delavrancea
- A doua tinerețe (1922), de Mihail Sorbul
- A murit Bubi (1948), de Tudor Mușatescu
- A treia caravelă, de Iosif Naghiu
- A treia țeapă, de Marin Sorescu
- Abecedarul, de Dumitru Matcovschi
- Acești îngeri triști (1969), de Dumitru Radu Popescu
- Acești nebuni fățarnici (1971), de Teodor Mazilu
- Acord familiar (1935), de Victor Ion Popa
- Act venețian (1918-1946), de Camil Petrescu
- Adam și Eva (1963), de Aurel Baranga
- Al patrulea anotimp, de Horia Lovinescu
- Alibi (1978), de Ion Băieșu[3]
- Alegeri anticipate, de Tudor Popescu
- Amanta mortului sau Noua și adevărata Casă cu Țoape (1979-2009), de Puși Dinulescu
- America și acustica (2007), de Vlad Zografi
- American Dream, de Nicoleta Esinencu
- Amoruri anormale (1908-1909), de Mihail Sorbul
- Angajare de clovn de Matei Vișniec
- Antidot, de Nicoleta Esinencu
- Anton Pann (1964), de Lucian Blaga
- Apassionata (1974), de Aurel Gheorghe Ardeleanu
- Ape si stele, de Doru Moțoc
- Apostolii (1926), de Liviu Rebreanu
- Apus de soare (Trilogia Moldovei, 1909) de Barbu Ștefănescu Delavrancea
- Arca lui Noe (1944), de Lucian Blaga
- Arma secretă a lui Arhimede (2003), de Dumitru Solomon
- Ascensiunea unei fecioare de Paul Ioachim
- Asta-i ciudat, de M.R. Paraschivescu
- Ave Maria (1947), de Mircea Ștefănescu
- Avram Iancu (1934), de Lucian Blaga
- Avram Iancu (1978), de Mircea Micu

## B
- Baronulțț, de Mihail Sorbul
- Băiatul cu floarea (1978), de Tudor Popescu
- Băieți buni, de Horia Furtună
- Bălcescu (1948), de Camil Petrescu
- Bani de dus, bani de-ntors (1999-2001), de Puși Dinulescu
- Banii n-au miros, de Pașcu Balaci[4]
- Boală incompatibilă, de Tudor Popescu
- Bogdan Dragoș,[5] de Mihai Eminescu
- Borgia (1936), de Alexandru Kirițescu
- Boul și vițeii, de Ion Băieșu
- Bujoreștii (1913) de Caton Theodorian
- Buna zi de mâine (1981), de Radu F. Alexandru
- Bunicul și Artre cu litere de platină, de Paul Cornel Chitic
- Burtă Verde (1952), de Tudor Mușatescu
- Bushido (1934), de Ion Timuș
- Buzunarul cu pâine, de Matei Vișniec
- Bătrânul (1920), de Hortensia Papadat-Bengescu

## C
- Cadrilul (1919), de Liviu Rebreanu
- Cafeaua domnului ministru (2000), de Horia Gârbea
- Caii la fereastră (1987), de Matei Vișniec
- Cam târziu, domnule Godot!, de Doru Moțoc
- Cantonament buclucaș (1942), de Victor Ion Popa
- Capul de rățoi (1938), de George Ciprian
- Caragiale în vremea lui (1955), de Camil Petrescu
- Casa cu doua fete (1946), de Mircea Ștefănescu
- Casa de la Miezul Nopții sau Paiața sosește la timp (1993), de Fănuș Neagu
- Casa Mare (1967), de Ion Druță
- Cavalerii Mesei Pătrate, de Tudor Popescu
- Căderea – trei moduri de sinucidere (1993), de Viorel Savin
- Călătorie de vis, de Tudor Popescu
- Cântăreața cheală (1950), de Eugen Ionescu
- Cântec de leagăn pentru bunici, de Dumitru Matcovschi
- Căutătorii de aur (1981), de Radu F. Alexandru[6]
- Ce formidabilă harababură (1973), de Eugen Ionescu
- Ce știa satul... (1912), de Ion Valjan
- Ceasul (1916), de Nicolae Iorga
- Celebrul 702 sau Autorul moare azi (1962), de Alexandru Mirodan
- Cele cinci cercuri (1960), de Alexandru Mirodan
- Celuloid (1968), de Iosif Naghiu
- Cer cuvântul (1978/1979) de Dragomir Horomnea[7]
- Cerul înstelat deasupra noastră piesă în două părți (1986), de Ecaterina Oproiu
- Cerul și cârtița (1982), de Ștefan Dumitrescu
- Cetatea Neamțului sau Sobiețchi și plăeșii români (1857), de Vasile Alecsandri
- Cezar, măscăriciul piraților (1968), de Dumitru Radu Popescu
- Chirița în Iași sau două fete ș-o neneacă (1850), de Vasile Alecsandri
- Chirița în provincie (1855), de Vasile Alecsandri
- Chirița în voiagiu (1865), de Vasile Alecsandri
- Chirița în balon (1875), de Vasile Alecsandri
- Cine l-a ucis pe Marx? (1998), de Horia Gârbea
- Cîinele-cîrciumar (1925), de Victor Ion Popa
- Cîntec din fluier (1963), de Paul Everac
- Ciuta (1922), de Victor Ion Popa
- Citadela sfărâmată, de Horia Lovinescu
- Clara si Dinu, de Manase Radnev și Ana Simon[8]
- Clopotul (1987), de Pașcu Balaci[9]
- Cocoșelul neascultător (1956), de Ion Lucian
- Cocoșul negru, de Victor Eftimiu
- Comedia zorilor (1930), de Mircea Ștefănescu
- Comedie cu olteni de Gheorghe Vlad
- Concurs de frumusețe (1979), de Tudor Popescu
- Conu Leonida față cu reacțiunea (1880), de Ion Luca Caragiale
- Coriolan Secundus, de Mihail Sorbul
- Coroană pentru Doja (1972), de Aurel Gheorghe Ardeleanu
- Cotele apelor Dunării de Cornel Udrea
- Crinul vieții, de Victor Eftimiu
- Cronica personală a lui Laonic, de Paul Cornel Chitic
- Cruciada, de Pașcu Balaci
- Cruciada copiilor (1930), de Lucian Blaga
- Cu cuțitul la os (2002), de Dan Lungu
- Cuceritorii, de Ion Valjan
- Cuceritorul (1914), de A. de Herz
- Cuiul lui Pepelea (1935), de Victor Ion Popa
- Cuminecătura (1925), de George Mihail Zamfirescu
- Cameleonul perfect , de Laurențiu Budău
- Carolina și Poneiul. de Laurențiu Budău

## D
- D-ale carnavalului (1885), de Ion Luca Caragiale
- Dansatoarea, gangsterul și necunoscutul (1958), de Victor Bârlădeanu
- Danton (1924-1925), de Camil Petrescu
- Daria (1935), de Lucian Blaga
- Darul Muselor (1912), de Pompiliu Păltănea
- Decebal,[10] de Mihai Eminescu
- Delir în doi, în trei, în câți vrei, de Eugene Ionesco
- Demiurgul (1943), de Vasile Voiculescu
- Descăpățînarea de Alexandru Sever
- Despărțire la marele zbor (1982), de Romulus Bărbulescu și George Anania
- Despot Vodă (1880), de Vasile Alecsandri
- Desu și Kant, de Ion Băieșu
- Destinul – vioara a doua (1975), de Andi Andrieș
- Dezertorul (1917), de Mihail Sorbul
- Dictatorul (1945), de Alexandru Kirițescu
- Divorțul  (1973), de Alexandru Sever
- Divorț în direct (2005), de Horia Gârbea
- Dresoarea de fantome, de Ion Băieșu
- Doamna Bovary sînt ceilalți (1993), de Horia Gârbea
- Domnișoara Nastasia (1927), de George Mihail Zamfirescu
- Domnița Ruxandra (1907), de A. de Herz
- Domnul notar (1914) de Octavian Goga
- Don Juan moare ca toți ceilalți, de Teodor Mazilu
- Dona Diana, comedie în gustul Renașterii în zece tablouri după Moreto (1938), de Camil Petrescu
- Dona Juana (1947), de Radu Stanca
- Dragostea noastră (1973), de Silvia Andreescu și Teodor Mănescu[11]
- Dragoste la prima vedere (1984), de Lucia Verona
- Drum bun, scumpul meu astronaut (1962), de Victor Bârlădeanu
- Duet (1970), de Andi Andrieș
- Dulcea ipocrizie a bărbatului matur (1980), de Tudor Popescu

## E
- Ecaterina Teodoroiu (1960), de Nicolae Tăutu
- Efecte colaterale (2016), de Alexandru Popa
- Elena Dragoș (1863), de Gheorghe Asachi
- Epoleții cu busolă (2005), de Valentin Busuioc
- Eroii noștri (1906), de Mihail Sorbul
- Eu când vreau să fluier, fluier (1997), de Andreea Vălean
- Eu hoț, tu hoț, ei bandiți!, de Tudor Popescu
- Europa aport - viu sau mort, de Paul Cornel Chitic
- Evangheliștii (en) (2005), de Alina Mungiu-Pippidi
- Evul Mediu întâmplător (1980), de Romulus Guga
- Există nervi, de Marin Sorescu
- Explozie întârziată (1963), de Paul Everac

## F
- Fantomiada, de Ion Băieșu
- Farsa (1994), de Răzvan Petrescu
- Fata ursului (în Duhul pământului), de Vasile Voiculescu
- Fântâna Blanduziei (1884), de Vasile Alecsandri
- Fântânile (1988), de Romulus Bărbulescu și George Anania
- Ferestre deschise (1963), de Paul Everac
- Fericire Loto Pronosport, de Tudor Popescu
- Fii cuminte, Cristofor! (1965), de Aurel Baranga
- Fluierând pe Golgota în sus, de Tudor Popescu
- Florentina  (1925), de Alexandru Kirițescu
- Frumoasa adormită și trezită, (2005), de Alexandra Ares
- Focurile de pe comori (1923), de Tudor Mușatescu
- Frumos este în septembrie la Veneția, de Teodor Mazilu
- Fugind de Charybdis (1912), de Pompiliu Păltănea
- Funcționarul de la domenii, de Petre Locusteanu
- Funcționarul destinului (1993), de Horia Gârbea

## G
- Gaițele  (1932), de Alexandru Kirițescu
- Gaudeamus (1911), de Pompiliu Păltănea
- Geamandura (1950), de Tudor Mușatescu
- Gemenii, de Alexandru Macedonski
- Generația de sacrificiu (1933, 1936), de Ion Valjan
- Ghicește-mi în cafea (1938), de Victor Ion Popa
- Gimnastică sentimentală (1972), de Vasile Voiculescu
- Ginere de import (1997), de Viorel Savin
- Gluga pe ochi, de Iosif Naghiu
- Goana de Paul Ioachim
- Goana după fluturi (1933),[12] de Bogdan Amaru[13]
- Grand Hotel Europa (1998), de Lucia Verona
- Grădina cu trandafiri (1963), de Andi Andrieș
- Greșeala (1997), de Viorel Savin

## H
- Hagi-Tudose (1913), de Barbu Ștefănescu Delavrancea
- Haiducii, de Victor Eftimiu
- Hara-Kiri, de Ion Timuș
- Herscu boccegiu, de Vasile Alecsandri

## I
- Iadul de probă (1988), de Dan Tudor
- Iată femeia pe care o iubesc (1943), de Camil Petrescu
- Iadul și pasărea de Ion Omescu
- Idolul și Ion Anapoda (1935), de George Mihail Zamfirescu
- Iertarea, de Ion Băieșu
- Inspectorul broaștelor, de Victor Eftimiu
- Insula, de Mihail Sebastian și Mircea Ștefănescu
- Irinel (1911/1912), de Barbu Ștefănescu Delavrancea
- Ioachim - prietenul poporului (1947), de George Ciprian
- Ioana d'Arc (1937), de Mihail Drumeș
- Iona (1968), de Marin Sorescu
- Ion Vodă cel Viteaz, de Dumitru Matcovschi
- Inelul (1921), de Ticu Archip
- Instanța de duminică (1965), de Andi Andrieș
- Interludiu (1973), de Andi Andrieș
- Interviu (1976), de Ecaterina Oproiu[14]
- Isabela, dragostea mea (1996), de Vlad Zografi
- Ispita (1979), de Tudor Popescu
- Ispită și virtute (2006), de Cristian Petru Bălan
- Istoria unui galbîn (1844), de Vasile Alecsandri
- Iubire testată (2016), de Mircea Rotaru
- Iubirile tovarășei Ana Stoica (1980), de Radu F. Alexandru[15]
- Ivanca (1925), de Lucian Blaga

## Î
- În apropierea momentului (1966), de Andi Andrieș
- În căutarea sensului pierdut, de Ion Băieșu
- Încercarea (1936), de Victor Ion Popa
- Îngerul bătrîn (1982), de Alexandru Sever
- Întoarcerea (1973), de Alexandru Sever
- Întors din Singurătate, de Paul Cornel Chitic
- Înșir-te mărgărite, de Victor Eftimiu
- Învierea (1925), de Lucian Blaga
- Învierea lui Ștefan cel Mare (1918), de Nicolae Iorga
- Învinșii  (1910), de Alexandru Kirițescu

## J
- Jocul de-a vacanța (1939), de Mihail Sebastian
- Jocul de dincolo de ploaie (1985), de Viorel Savin
- Jocul ielelor (1918), de Camil Petrescu
- Jocul vieții și al morții în deșertul de cenușă, de Horia Lovinescu
- Jocul Zeilor (1912), de Pompiliu Păltănea
- Jos Tudorache! Sus Tudorache! (1952), de Mircea Ștefănescu

## L
- L-V:8-16 (2008), de Ioana Păun
- La ciorba de potroace (1969), de Sergiu Fărcășan
- La Colorado, aproape de stele (1976), de Doru Moțoc
- Labyrintul (1967), de Eugen Barbu
- Lacrima (1920), de Ion Valjan
- Lamentația fructelor (1994), de Viorel Savin
- La Taverna Roșie (2016), de Mircea Rotaru
- Letopiseți (1914), de Mihail Sorbul
- Lipitorile satelor (1863), de Vasile Alecsandri
- Logodnicul (1978), de Lucia Verona
- Lovitura (1967), de Sergiu Fărcășan
- Luceafărul (Trilogia Moldovei, 1910) de Barbu Ștefănescu Delavrancea
- Lucruri și ființe (1987), de Viorel Savin
- Lulu Popescu (1921), de Ion Minulescu
- Lumea în inițiale (1968), de Alexandru Mirodan
- Lumina de la Ulmi, de Horia Lovinescu

## M
- M-am jucat într-o zi (1978), de Andi Andrieș
- Macbett (1972), de Eugen Ionescu
- Madona (1947), de Tudor Mușatescu
- Maestrul, de Ion Băieșu
- Magie interzisă (1968), de Maria Banuș[16]
- Mama (1960), de Dumitru Radu Popescu
- Mama s-a îndrăgostit (1971), de Ion Băieșu
- Marcel și Marcel  (1923), de Alexandru Kirițescu
- Marele duhovnic, de Victor Eftimiu
- Mata Hari (O orhidee într-un câmp de gălbenele), de Crista Bilciu
- Matca, de Marin Sorescu
- Matei Millo (Căruța cu paiațe) (1953), de Mircea Ștefănescu
- Mâna de oțel (1961), de Andi Andrieș
- Mârâiala, de Paul Cornel Chitic
- Mephisto (1993), de Horia Gârbea
- Meșterul Manole (1927), de Lucian Blaga
- Meșterul Manole (1925), de Victor Eftimiu
- Michelangelo Buonaroti,  de Alexandru Kirițescu
- Micul infern (1948), de Mircea Ștefănescu
- Mielul turbat, de Aurel Baranga
- Mihai Viteazul (1911), de Nicolae Iorga
- Milionar la minut!, de Tudor Popescu
- Mioara (1926), de Camil Petrescu
- Mira (1867), de Mihai Eminescu
- Mireasa cu gene false, de Dumitru Radu Popescu
- Mironosițele (1938), de Victor Ion Popa
- Mitică Popescu (1925-1926), de Camil Petrescu
- Mlaștina (1992), de Radu F. Alexandru
- Moara de pulbere (1988), de Dumitru Radu Popescu
- Moartea unui artist, de Horia Lovinescu
- Moartea lui Dante Alighieri (1916), de Alexandru Macedonski
- Mobilă și durere (1980), de Teodor Mazilu
- Mormântul călărețului avar, de Dumitru Radu Popescu
- Morți și vii (2003), de Ștefan Caraman
- Muntele (1977), de Dumitru Radu Popescu
- Muntele osândiților, de Pașcu Balaci
- Mușcata din fereastră (1929), de Victor Ion Popa

## N
- Nae Niculae (1928), de George Ciprian
- Năpasta (1890), de Ion Luca Caragiale·
- Năvălirea jidanilor, de Vasile Alecsandri
- Negru și roșu, de Horia Lovinescu
- Nepoții gornistului, de Cezar Petrescu și Mihail Novicov
- Neprihănitul Iov (2006), de Cristian Petru Bălan
- Nero, actorul total de Radu-Maria Constantin
- Neștiuta strălucire (1967), de Andi Andrieș
- Nicolae Bălcescu, de Horia Furtună
- Nimic despre Hamlet (1995), de Radu F. Alexandru
- Noaptea Brâncoveanului de Radu-Maria Constantin
- Noaptea - o comedie albastră (1989), de Lucia Verona
- Noaptea cabotinilor (1978), de Romulus Guga
- Noaptea e parohia mea (1982), de Alexandru Sever
- Noaptea învierii (1909), de A. de Herz
- Nodul gordian (1920), de Ion Valjan
- Noțiunea de fericire, de Dumitru Solomon
- Noul locatar (1955, Le Nouveau Locataire), de Eugen Ionescu
- Nu sunt Turnul Eiffel (1964), de Ecaterina Oproiu
- Nu suntem îngeri de Paul Ioachim
- Nunta lui Puiu (2003-2005), de Puși Dinulescu
- Nuntă la parter (2003), de  Dan Lungu
- Nunta țărănească (1848), de Vasile Alecsandri

## O
- O batistă în Dunăre de Dumitru Radu Popescu
- O bunică de milioane, 2018, de Alexandra Ares și Dinu Grigorescu
- O casă onorabilă, de Horia Lovinescu
- O flașnetã numitã Eugène (2016), de Laurențiu Budău
- O inspecție (1941), de Ion Valjan
- O inspecție școlară, de Dumitru D. Pătrășcanu
- O noapte furtunoasă (1879), de Ion Luca Caragiale
- O sărbătoare princiară, de Teodor Mazilu
- O seară la teatru, de Horia Furtună
- O scrisoare pierdută (1884), de Ion Luca Caragiale
- Oaspetele fără nume (1963), de Andi Andrieș
- Occisio Gregorii in Moldavia Vodae tragice expressa (1777-1780), de Samuil Vulcan ?
- Ochiul albastru, de Paul Everac
- Oedip la Delphi (1997), de Vlad Zografi
- Omul care a văzut moartea, de Victor Eftimiu
- Omul care face minuni, de Radu F. Alexandru
- Omul care trebuie să moară, de Ion Minulescu
- Omul cu mârțoaga (1927), de George Ciprian
- Omul cu valize (1975), de Eugen Ionescu
- Omul de noroi de Paul Ioachim
- Omul de zăpadă (1927), de A. de Herz
- Operațiunea Afrodita, de Fred Firea
- Orașul scufundat (1973), de Silvia Andreescu[17]
- Ovidiu (1890), de Vasile Alecsandri
- Ovidiu Șicană (1908), de Ioan A. Bassarabescu

## P
- Pană Lesnea Rusalim, de Victor Eftimiu
- Panțarola (1928), de Tudor Mușatescu
- Parada, de Victor Eftimiu
- Paradis de ocazie (1979), de Tudor Popescu
- Paradisul (1965) de Horia Lovinescu, Paradisul e o planetă îndepărtată locuită de adami și de eve, o societate încremenită condusă de Marele Pontif (locțiitorul așa-zisului Demiurg). Există o clasă de aristocrați (kuklanii) și una de subordonați (adamii simpli). Rolul sclavilor revine roboților. Munca, gândirea, dorința de a te apropia de semenii tăi sunt considerate păcate capitale. Copiii se nasc în eprubetă, iar o evă simplă, dacă vrea să devină mamă, e considerată  o criminală. Apariția unui  pământean  face ca mulțimea să-l considere un eliberator, în timp ce tagma asupritorilor e cuprinsă de panică.[18]
- Pasărea Shakespeare (1973), de Dumitru Radu Popescu
- Patima roșie (1916), de Mihail Sorbul
- Paznicul de la depozitul de nisip (1984), de Dumitru Radu Popescu
- Păianjenul (1913), de A. de Herz
- Pescărușul din livada de vișini (1993), de Horia Gârbea
- Pescărușul lui Hamlet (2004), de Puși Dinulescu
- Pe jumătate cântec (2015), de Crista Bilciu
- Pește cu mazăre (2004), de Ana Maria Bamberger
- Petru sau petele din soare (2007), de Vlad Zografi
- Petru Rareș (1853), de Gheorghe Asachi
- Petru Rareș, de Horia Lovinescu
- Pisica în noaptea Anului Nou (1971), de Dumitru Radu Popescu
- Piticul din grădina de vară (1973), de Dumitru Radu Popescu
- Pleacă berzele (1921), de Ion Minulescu
- Plicul (1923), de Liviu Rebreanu
- Pluta Meduzei (1980) de Marin Sorescu
- Podul sinucigașilor de Paul Ioachim
- Postul de pe strada Rareș (1959), de Andi Andrieș
- Povârnișul (1915), de Hortensia Papadat-Bengescu
- Poveste despre tatăl meu (2006), de Radu F. Alexandru
- Povești cu zîne si amanți (2000), de Lucia Verona
- Pragul nemuririi: Horea-Cloșca-Crișan: Dramă într-un act-patru tablouri (1985), de Alexandru Voitin
- Praznicul calicilor, de Mihail Sorbul
- Prăpastia (1920), de Mihail Sorbul
- Preșul, de Ion Băieșu
- Pribeaga, de Vasile Voiculescu
- Primăvara la bufet (1995), de Răzvan Petrescu
- Procesul Horia (1967), de Alexandru Voitin
- Prof. dr. Omu vindecă de dragoste (1946), de Camil Petrescu
- Profesorul de franceză (1948), de Tudor Mușatescu
- Proștii sub clar de lună (1963), de Teodor Mazilu
- Proximalul (1971) de Romulus Dinu - în CPSF  390-391. Câțiva cercetători caută omul zăpezilor. Urmele adânci pe care le descoperă îi duce într-o peșteră din munți. Dar aici descoperă un proximal și un robotom veniți cu zece mii de ani în urmă din Proxima Centauri pentru a studia fauna bipedă a Terrei.
- Pygmalion sau aripa frântă a țipătului, de Ștefan Dumitrescu

## R
- Răceala, de Marin Sorescu
- Rămăieni (1988), de Dan Alexe
- Război între români, de Pașcu Balaci
- Răzbunarea (1918), de Mihail Sorbul
- Răzbunarea pământului (1938), de Nicolae Iorga
- Răzbunarea sufleurului (1937), de Victor Ion Popa
- Răzvan și Vidra (1867), de Bogdan Petriceicu Hasdeu
- Râsul (1981), de Ștefan Dumitrescu
- Reclamație, de Ion Băieșu
- Regele și cadavrul (1998), de Vlad Zografi
- Regina Iocasta (1991), de Constantin Zărnescu
- Repetabila scenă a balconului (1996), de Dumitru Solomon
- Rezervația de pelicani (1983), de Dumitru Radu Popescu
- Richard al III-lea se interzice (2005), de Matei Vișniec
- Rița Crăița (1942) de Gala Galaction
- Romanticii (1957), de Petru Dumitriu
- Rosana (1868), de Bogdan Petriceicu Hasdeu

## S
- Sam, poveste cu mine, cu tine, cu el (1939), de George Mihail Zamfirescu
- Să nu-ți faci prăvălie cu scară (1959), de Eugen Barbu
- Săptămâna patimilor (1968), de Paul Anghel
- Săru' mâna tanti sau Pe pragul despărțirii, de Puși Dinulescu
- Sburătorul (Sburător cu negre plete, 1923) de Felix Aderca
- Scaunul (1979), de Tudor Popescu
- Scena crimei sau Caruselul ucigașilor[19] de George Arion
- Scoica de lemn (1967), de Fănuș Neagu
- Secătura mahalalei (1947), de Mircea Ștefănescu
- Secretul atomic (1997), de Lucia Verona
- Secretul fericirii (2015), de Alexandru Popa
- Semaforul (2013), de Mihai Donțu
- Seringa, de Tudor Arghezi
- Setea muntelui de sare, trilogie de Marin Sorescu formată din piesele Iona, Paracliserul și Matca
- Sfântul Mitică Blajinul (1965), de Aurel Baranga
- Sgârcitul risipitor (1863), de Vasile Alecsandri
- Shakespeare în infern (1932), de Victor Ion Popa
- Simpaticul Charlie (pamflet dramatic) (1961) de Horia Aramă
- Somnoroasa aventură, de Teodor Mazilu
- Sonet pentru o păpușă (1963), de Sergiu Fărcășan
- Sosesc deseară (1931), de Tudor Mușatescu
- Speranța nu moare în zori (1973), de Romulus Guga
- Stăpânul tăcerii (1993), de Horia Gârbea
- Stâlpul inocenței (2017), de Mircea Rotaru
- Steaua fără nume (1942), de Mihail Sebastian
- Steaua polară (1962), de Sergiu Fărcășan
- Strămoșii, de Victor Eftimiu
- Studiu osteologic asupra scheletului unui cal dintr-un mormânt avar din Transilvania (1979), de Dumitru Radu Popescu
- Suflet de fată (1982), de Puși Dinulescu
- Subprefectul de Duiliu Zamfirescu
- Sub-soul (2017), de Crista Bilciu
- Suflete tari (1921), de Camil Petrescu
- Surorile Boga, de Horia Lovinescu

## Ș
- Șeful sectorului suflete (1963), de Alexandru Mirodan
- Și cu violoncelul ce facem? (), de Matei Vișniec
- Și Dumnezeu greșește (2017), de Mircea Rotaru

## T
- Take, Ianke și Cadîr (1932), de Victor Ion Popa
- Tata, de Dumitru Matcovschi
- Tanța și Costel, de Ion Băieșu
- Tentația (1982), de Aurel Gheorghe Ardeleanu
- Tipografic Majuscul (2013)
- Titanic-Vals (1932), de Tudor Mușatescu
- Toate mințile mele (2011), de Vlad Zografi
- Trandafirii roșii (1915), de Zaharia Bârsan
- Trei generatii, de Lucia Demetrius
- Trei ovrei, de Vasile Alecsandri
- Trenurile mele, de Tudor Mușatescu
- Tristețea vânzătorului de sticle goale, de Ion Băieșu
- Troița, de Dumitru Matcovschi
- Tsunami (2008), de Radu F. Alexandru
- Toboganul, de Fred Firea
- Tulburarea apelor (1923), de Lucian Blaga
- Turnul Butului (1863), de Gheorghe Asachi
- Tunul de cireș (1976), de Aurel Gheorghe Ardeleanu

## Ț
- Țara fericirii (1946), de Tudor Mușatescu
- Țara lui Abuliu, de Dumitru Solomon
- Terra 2, de  Tudor Popescu
- Țușcă, pușcă, pițigoi (1925), de Victor Ion Popa

## U
- Ulise ... și coincidențele, de Mircea Șeptilici și Gheorghe Dumbrăveanu
- Ultima oră, de Mihail Sebastian
- Ultimul mareșal (2017), de Mircea Rotaru
- Umbra (în Duhul pământului), de Vasile Voiculescu
- Un anume loc pe pământ  (1978), de Dorina Bădescu[20]
- Un haiduc în fustă cadrilată, de Tudor Popescu
- Un lup mâncat de oaie (1947), de George Ciprian
- Un pahar de vin (2017), de Mircea Rotaru
- Un timbru rar, de Fred Firea[21]
- Uneori liliacul înflorește spre toamnă, de Tudor Popescu

## V
- Vara imposibilei iubiri (1966), de Dumitru Radu Popescu
- Vărul Shakespeare, de Marin Sorescu
- Vârsta zero (1974), de Andi Andrieș
- Vecinii soarelui (1960), de Andi Andrieș
- Verbul galben (1968), de Andi Andrieș
- Veverița (1941-42), de Victor Ion Popa
- Viața unei femei  (1975), de Aurel Baranga[22]
- Vicleimul (1934), de Victor Ion Popa
- Victima și călăul, de Pașcu Balaci
- Viitorul e maculatura (1999), de Vlad Zografi
- Viforul (Trilogia Moldovei, 1910) de Barbu Ștefănescu Delavrancea
- Vin soldații (1970) de George_Astaloș
- Vis (1968), de Dumitru Radu Popescu
- Vis de secătură (1946), de Mircea Ștefănescu
- Visul unei nopți de iarnă (1937), de Tudor Mușatescu
- Vișinată de afine de Cornel Udrea
- Vlaicu Vodă (1902), de Alexandru Davila
- Vreau să cred și n-am un Dumnezeu, de Tudor Popescu
- Vreau să trăiesc (1937), de Ion Minulescu

## WXY
- Weekend la mare, 2022, de Alexandra Ares
- XXI scene din viata lui Ștefan, de Ștefan Caraman
- Youthopia, 2022, de Alexandra Ares

## Z
- Zamolxe (1921), de Lucian Blaga
- Zapp (1997), de Ștefan Caraman
- Zăpezile de altă dată(2003), de Dumitru Solomon
- Zbor de noapte (1956), de Nicolae Tăutu
- Zece milioane (1941-42), de Victor Ion Popa
- Zece scene (2016), de Mircea Rotaru
- Zestrea Ilenuței (1953), de Mircea Ștefănescu
- Ziditorul (1974) de Grid Modorcea
- Zodia balanței (1970), de Paul Anghel

## Legături externe
- O istorie   on - line a spectacolelor de teatru  din  România

## Vezi și
- Listă de dramaturgi români
- Lista operelor lui Ion Luca Caragiale#Teatru
- Listă de dramaturgi
- Paul Everac#Opera
- Tudor Popescu#Inedite
- Matei Vișniec#Piese de teatru
- Alexandru Mirodan#Teatru

1. ↑  Aderca, Felix - Teatru, Editura Cartea românească, 1974. OCLC 6736667
2. ↑  „Laurențiu Budău”. Arhivat din original la 3 august 2017. Accesat în 2 august 2017.
3. ↑  Alibi Arhivat în 16 septembrie 2016, la Wayback Machine. (teatrulreginamaria.ro/)
4. ↑  Pașcu Balaci, regizorcautpiesa.ro
5. ↑  Bogdan Dragoș Arhivat în 17 septembrie 2016, la Wayback Machine. de Mihai Eminescu
6. ↑  „Căutătorii de aur de Radu F. Alexandru”. Arhivat din original la 2 decembrie 2020. Accesat în 5 iunie 2016.
7. ↑  Dragomir Horomnea, uniuneascriitorilortm.ro. Accesat la 22 decembrie 2019
8. ↑  Clara si Dinu, adevărul.ro, 4 septembrie 2004
9. ↑  „Clopotul de Pașcu Balaci”. Arhivat din original la 2 decembrie 2020. Accesat în 5 iunie 2016.
10. ↑  Decebal poem dramatic în 3 acte de Mihai Eminescu
11. ↑  Dragostea noastră, de Silvia Andreescu și Teodor Mănescu Arhivat în 11 aprilie 2016, la Wayback Machine., Premiera: 15 septembrie 1973, Teatrul Tineretului nt.ro
12. ↑  „Goana după fluturi de Bogdan Amaru, cimec.ro”. Arhivat din original la 10 august 2016. Accesat în 5 iunie 2016.
13. ↑  Goana după fluturi de Bogdan Amaru, regizorcautpiesa.ro
14. ↑  „copie arhivă”. Arhivat din original la 1 aprilie 2016. Accesat în 5 iunie 2016.
15. ↑  „Iubirile tovarășei Ana Stoica de Radu F. Alexandru”. Arhivat din original la 2 decembrie 2020. Accesat în 5 iunie 2016.
16. ↑  „Magie interzisă de Maria Banuș”. Arhivat din original la 2 decembrie 2020. Accesat în 5 iunie 2016.
17. ↑  „Orașul scufundat (1973), de Silvia Andreescu”. Arhivat din original la 2 decembrie 2020. Accesat în 5 iunie 2016.
18. ↑  Colecția Povestiri științifico-fantastice, 1965, nr. #257-258, pp.7
19. ↑  Teatrul Naţional Radiofonic, tnr.srr.ro
20. ↑  „Un anume loc pe pământ de Dorina Bădescu”. Arhivat din original la 2 decembrie 2020. Accesat în 5 iunie 2016.
21. ↑  „Un timbru rar”, de Fred Firea, în regia lui Constantin Dinischiotu, la TVR, tvr.ro
22. ↑  „Viața unei femei  de Aurel Baranga”. Arhivat din original la 10 august 2016. Accesat în 5 iunie 2016.